# ブセチン
ブセチン(Bucetin)は、鎮痛剤及び解熱剤の作用を持つ医薬品である。化学的には、フェナセチンと類似しており、発癌性のリスクを共通して持つ。腎臓への毒性のため、1986年以降は用いられなくなった。